# 9814 Ivobenko
9814 Ivobenko eller 1998 UU18 är en asteroid i huvudbältet som upptäcktes den 23 oktober 1998 av den kroatiska astronomen Korado Korlević vid Višnjan-observatoriet. Den är uppkallad efter Baron Ivo von Benko of Bojnik.
Asteroiden har en diameter på ungefär 2 kilometer.